# Mutants (film, 2008)
Pour plus de détails, voir Fiche technique et Distribution.
Mutants est un film d'horreur américain réalisé par Amir Valinia en 2008 et sorti directement en DVD.

## Synopsis
Un industriel sans scrupule, Braylon, dont l'activité est la production de sucre au travers de la Just Rite Sugar Company, confie à Sergei la tâche de développer un sucre très addictif.
Le développement de ce produit s'accompagne d'expérimentations illégales sur des sans abris et des drogués avec l'aide de la milice privé Shadow Rock Securities International.

## Fiche technique
- Titre : Mutants
- Titre original : Mutants
- Réalisation : Amir Valinia
- Scénario : Jodie Jones
- Sociétés de production :
  - K2 Pictures
  - Dirty District Entertainment
- Sociétés de distribution : Spotlight Pictures
- Musique : Sammy Huen
- Pays d'origine :  États-Unis
- Langue de tournage : anglais
- Format : couleurs
- Genres : Action, horreur et science-fiction
- Durée : 83 minutes
- Année de production : 2008

## Distribution
- Michael Ironside : Colonel Gauge
- Steven Bauer : Marcus Santiago
- Louis Herthum : Griff Theriot
- Derrick Denicola : Ryan
- Sharon Landry : Erin Theriot
- Tony Senzamici : Commander Sykes
- Richard Zeringue : Braylon
- Armando Leduc : Sergei
- Marc Gill : Colonel Briggs